# Ivan Sollertinski
Ivan Ivanovitch Sollertinski (en russe : Иван Иванович Соллертинский) est un musicologue, historien des arts, critique littéraire et musical soviétique né le 3 décembre 1902 à Vitebsk et mort le 11 février 1944 à Novossibirsk.

## Biographie
De 1921 à 1924, il fait ses études à l’Université de Petrograd, où il apprend la philologie romano-allemande et la littérature espagnole. Parallèlement, il fait ses études à l’Institut de l’histoire des arts, qu’il termine en 1923 et prépare sa thèse de candidat sur l’histoire du théâtre. Dans les années 1920, il suit des leçons privées de direction d’orchestre sous la tutelle de Nikolaï Malko, puis étudie l’histoire et théorie de la musique par lui-même.
En 1923, Sollertinski devient professeur de l’histoire de la musique, littérature et théâtre, de l’esthétique et de psychologie aux différentes universités de Léningrad, y compris au conservatoire (de 1936). À la fin des années 1920, il travaille comme conférencier et conseiller de répertoire à la Philharmonie de Léningrad, dont il devient le directeur artistique.
Lors de la guerre, Sollertinski est évacué à Novossibirsk avec tout le personnel de la Philharmonie. Là-bas, il organise de nombreux concerts et conférences publiques. Il meurt en 1944 d’une crise cardiaque.
Par son savoir encyclopédique dans le domaine des sciences humaines, Sollertinski est un des critiques soviétiques les plus remarquables des années 1920 et 1930. Il possède une mémoire phénoménale, des connaissances profondes dans tous les domaines de l’art, et un grand art du parler, ce qui a fait de lui une personne très importante dans la vie culturelle de Léningrad. Ses conférences publiques, articles et livres ont beaucoup de succès.[réf. nécessaire]
Sollertinski est le premier musicologue russe à étudier la musique de Gustav Mahler et d'Arnold Schönberg.
Pendant plusieurs années, Sollertinski est un grand ami de Dmitri Chostakovitch, qui dédie son Deuxième trio avec piano à sa mémoire.

## Source
- (ru) Cet article est partiellement ou en totalité issu de l’article de Wikipédia en russe intitulé « Соллертинский, Иван Иванович » (voir la liste des auteurs).